# ハメーンリンナ砲兵博物館
ハメーンリンナ砲兵博物館 (Suomen Tykistömuseo) はフィンランドの軍事博物館である。ハメーンリンナの観光名所でもあるハメ城に隣接しており、フィンランド国防軍が取り扱った現代の火砲の多くが収蔵されている。
現地の表記であるTykistömuseoは「砲兵博物館」を指す。また、フィンランド砲兵博物館と表現される事もある。

## 概要
第二次世界大戦においてフィンランド国防軍はソビエト連邦・労農赤軍と二度にわたる戦争を繰り広げた（冬戦争・継続戦争）が、冬戦争においては諸国から二線級の火砲が供与された。また、ソ連からは戦車や航空機と共に多種の火砲を鹵獲し、運用していた。
ハメーンリンナ砲兵博物館はそうした火砲の多くを収蔵した博物館であり、特に陸軍が運用する火砲についてはフィンランド国内で最大の収蔵数を誇る。
その他砲兵トラクターや小火器各種、戦後ソ連から供与された自走式ロケットなども展示品目となっている。

## 展示品目

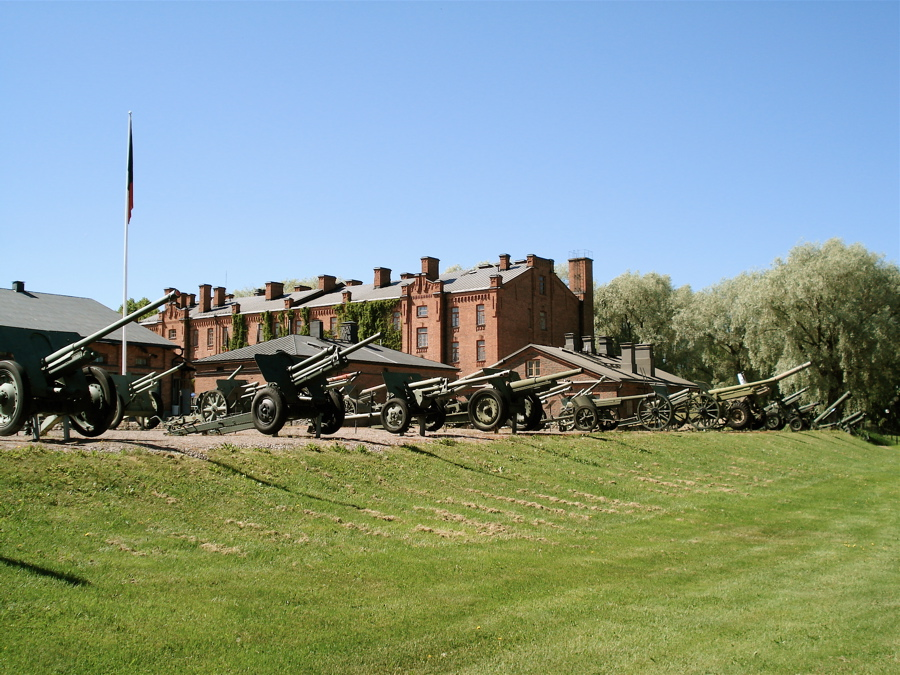
屋外展示

火砲
- 3.7 cm PaK 36
- 7.5 cm PaK 97/38
- F-22 76mm野砲
- M1900 76mm野砲
- M1927 76mm砲（ポーランド語）
- M1938 76mm山砲
- ZiS-3 76mm野砲
- M1902/30 76mm野砲
- QF 25ポンド砲
- 10.5cm leFH 18
- QF 4.5インチ榴弾砲
- M1878 120mm砲（ドイツ語）
- M-30 122mm榴弾砲
- M1909/37 122mm榴弾砲
- BL 5.5インチ砲
- 15cm sFH 18
- ML-20 152mm榴弾砲
- ネーベルヴェルファー
- M43ロケット発射機
- パンツァーファウスト
- パンツァーシュレック
- 三八式十五糎榴弾砲

車両
- T-20
- AT-S
- ATS-59
- M2ハーフトラック
- ZIL-157
- ZIL-135

小火器他
- スオミ KP/-26
- スオミ KP/-31
- DP28軽機関銃
- モシン・ナガン
- モロトフ・カクテル
- 軍用自転車
- 軍用ソリ

## その他
屋外展示が中心であり、年間を通して博物館として開放されている。開館時間は4月～9月は10:00～18:00、10月～3月は11:00～17:00。
入場料金は6ユーロとなっているが、近隣の博物館やパロラ戦車博物館との共用チケットの販売も行われている。
ハメ城は中世において砲兵隊の砦として機能しており、現在も傍にフィンランド国防軍の砲兵部隊が駐屯する。
屋外に砲兵陣地の再現がなされており、これも展示の一つとなっている。場合によっては展示されている火砲がここに配置される。
ハメーンリンナ砲兵博物館からの出版物が11点程存在する。

## ギャラリー
（　）内はフィンランドにおける制式名

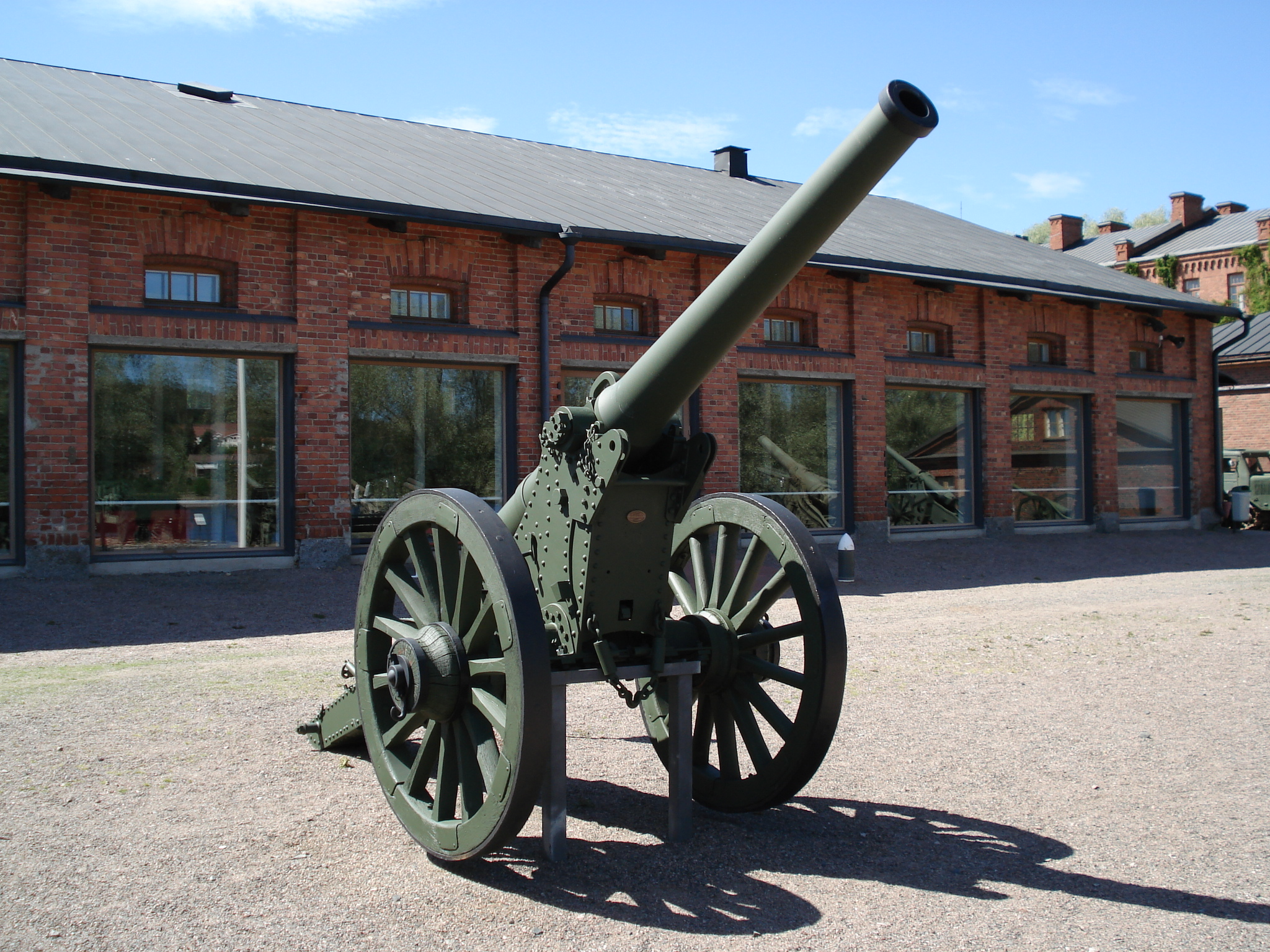
M1878 120mm砲（120/K/78-16）
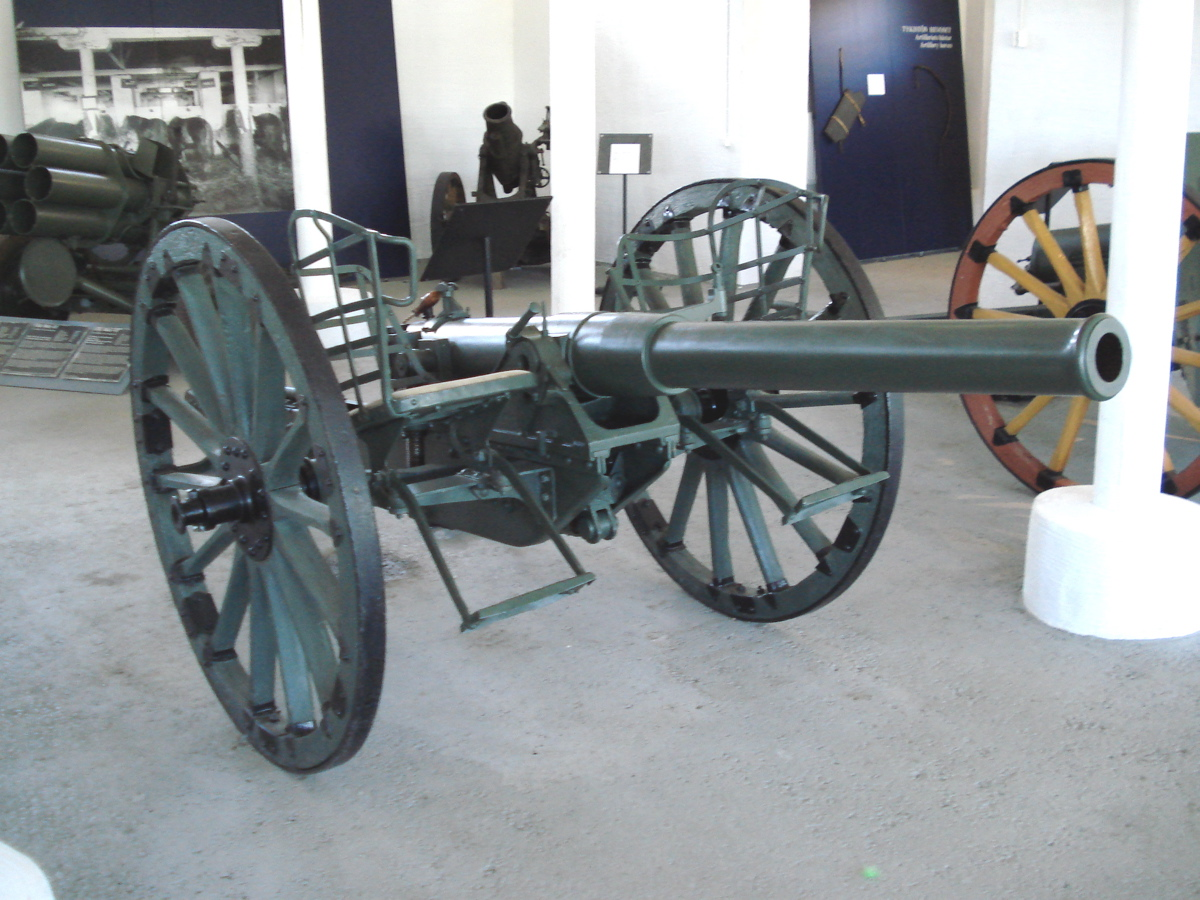
M1900 76mm野砲（76/K/00）
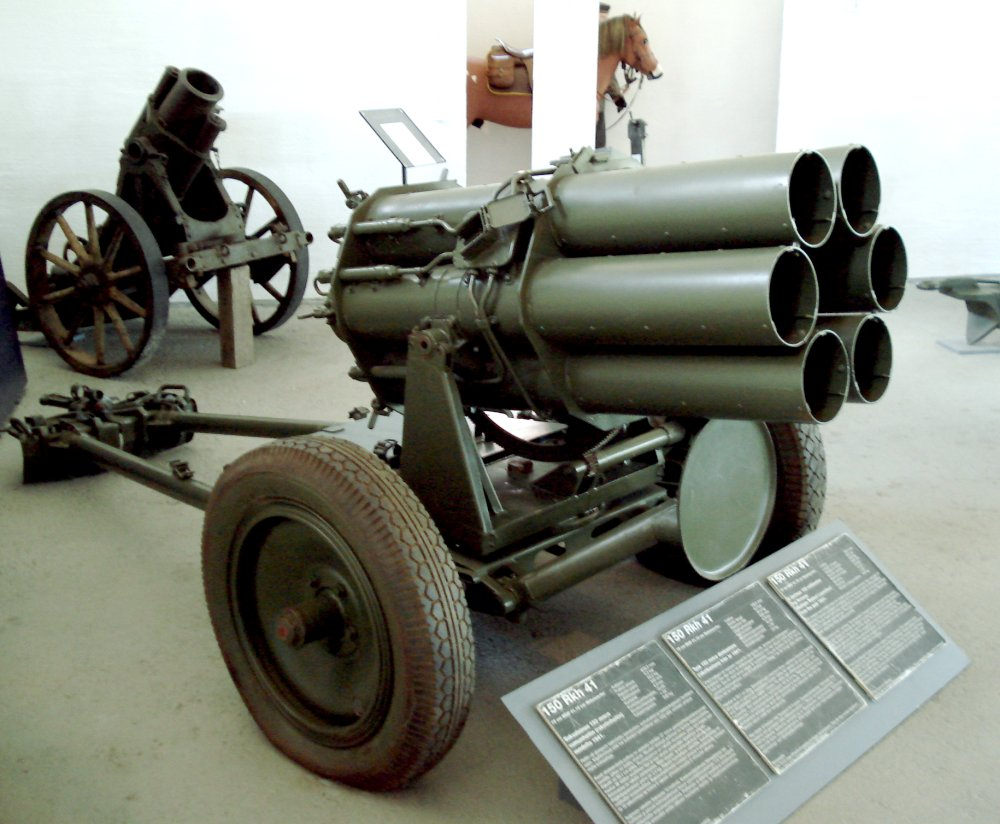
ネーベルヴェルファー（150RakH/41）
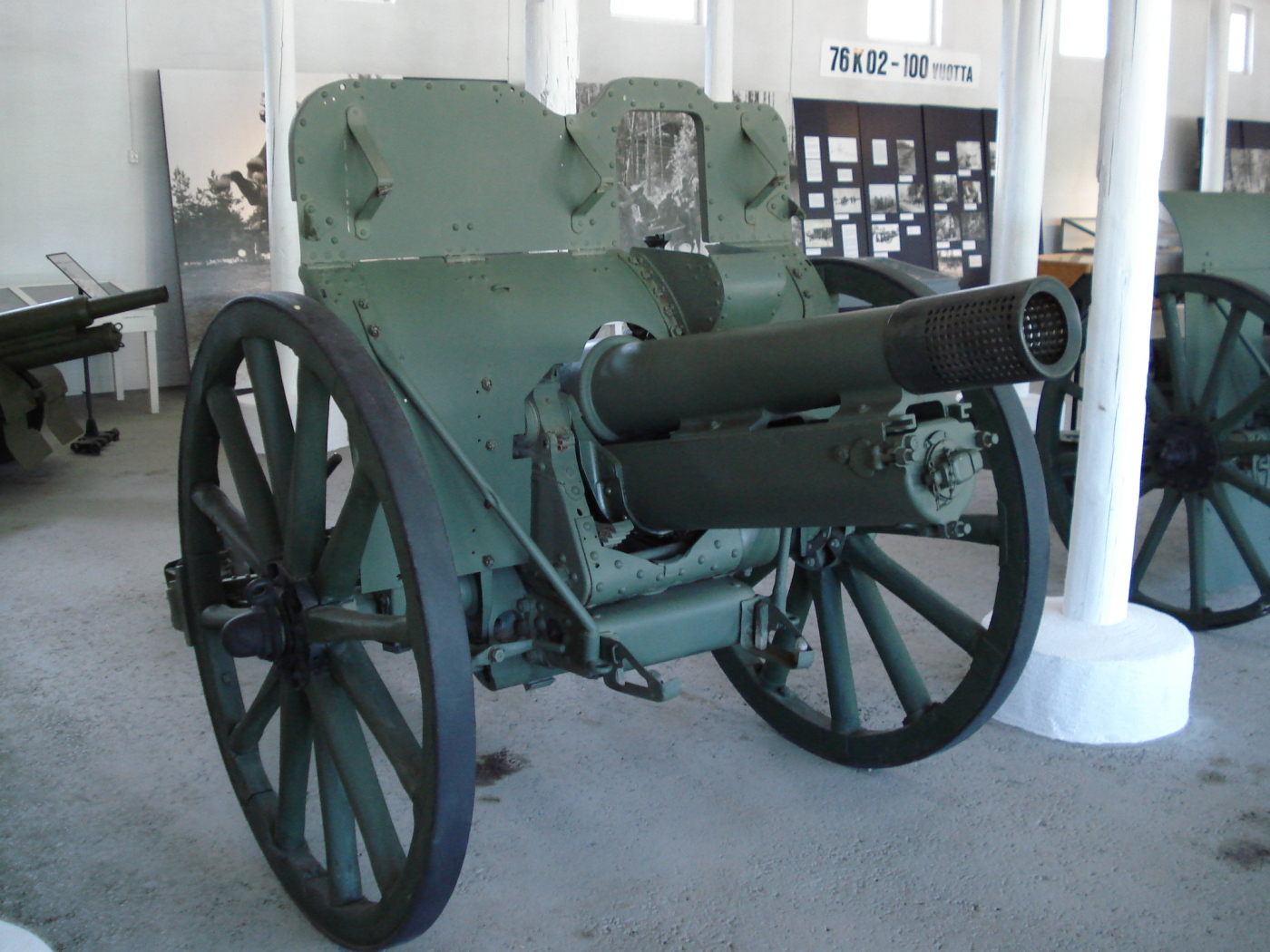
QF 4.5インチ榴弾砲（114 H/18）
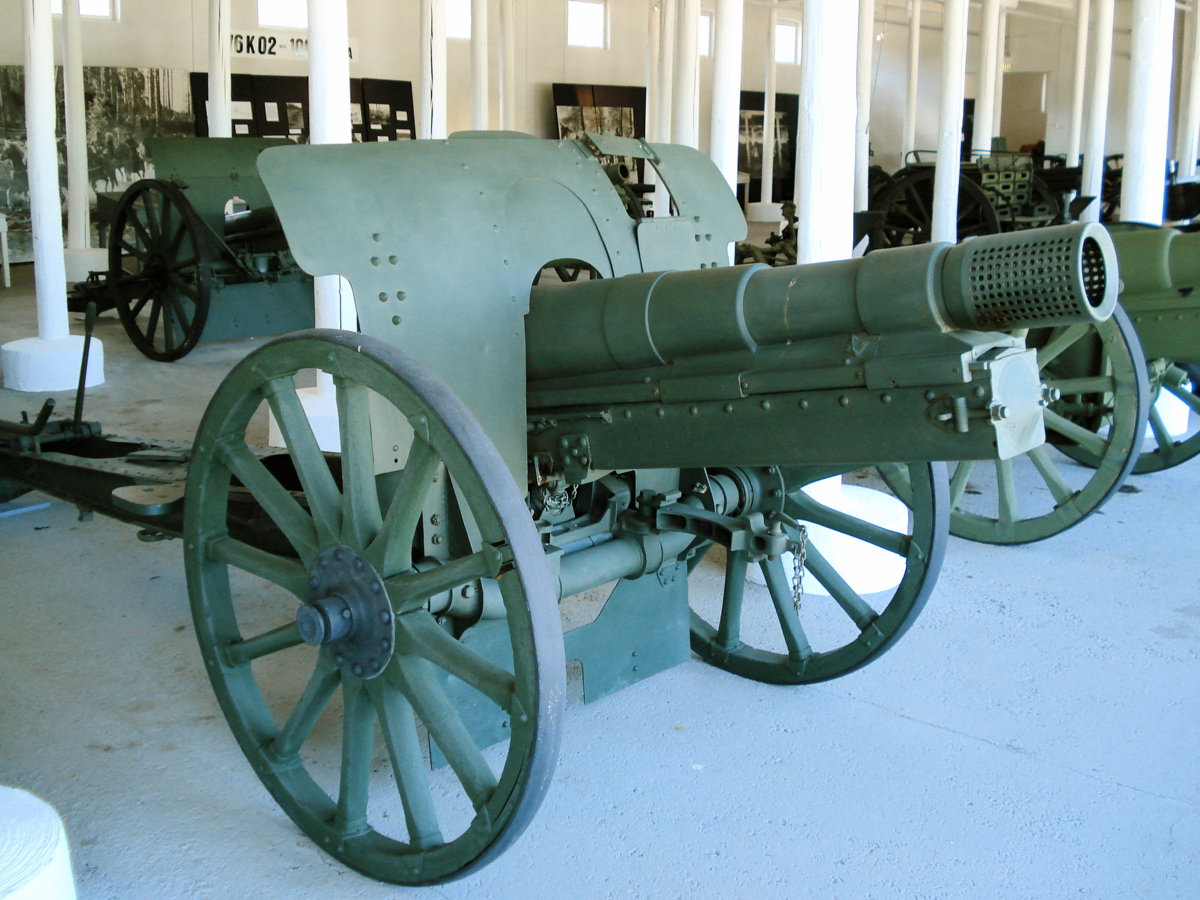
M1909/37 122mm榴弾砲（09/H/09-40）
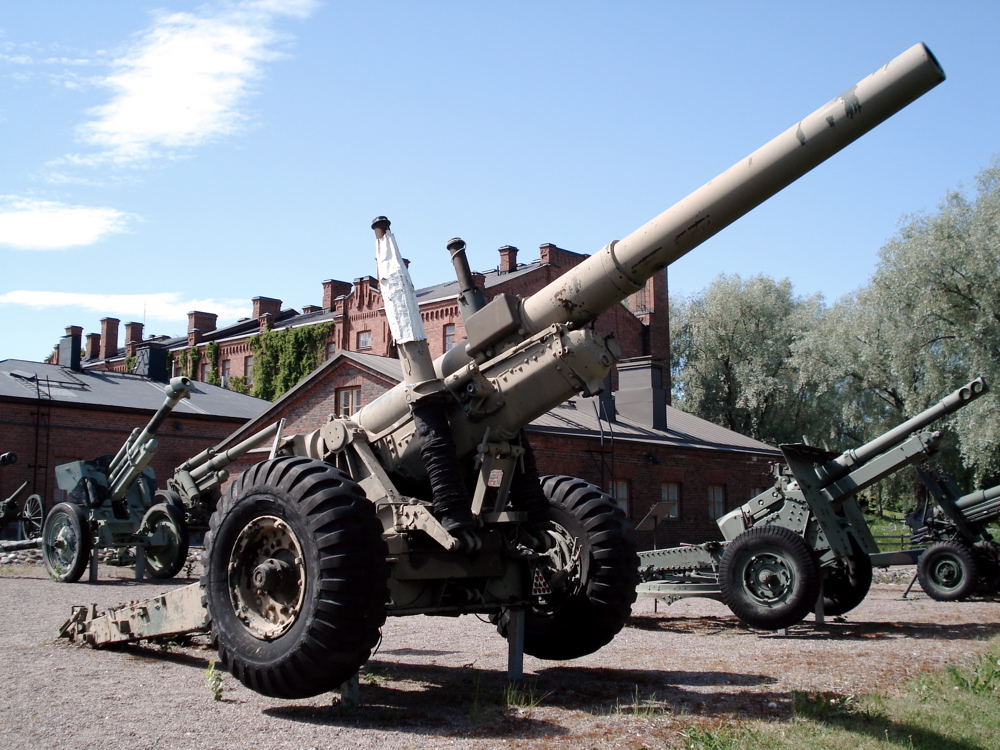
BL 5.5インチ砲（140/KH/39E）
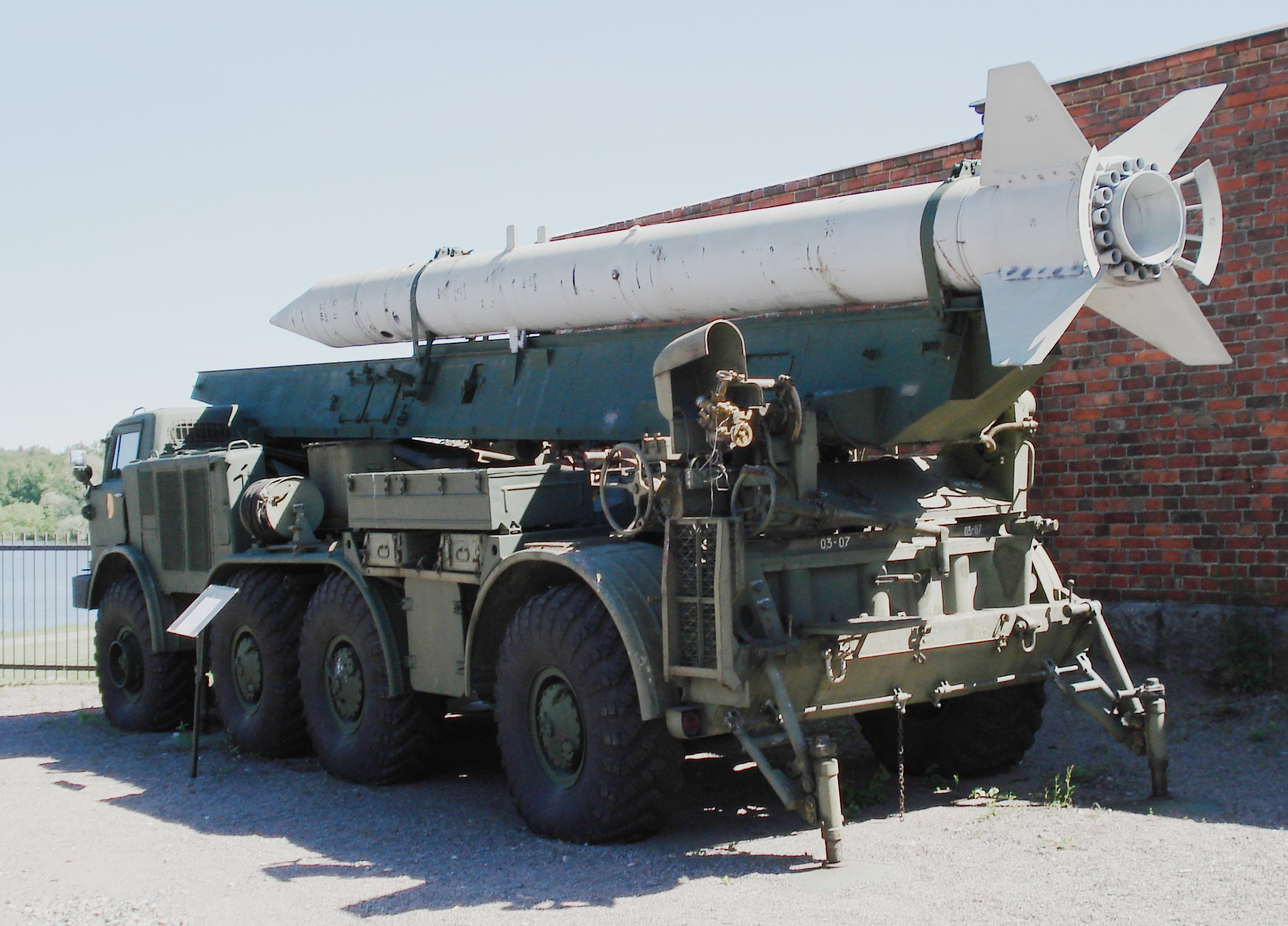
ZIL-135、自走地対地ミサイル9K52 ルーナM搭載型
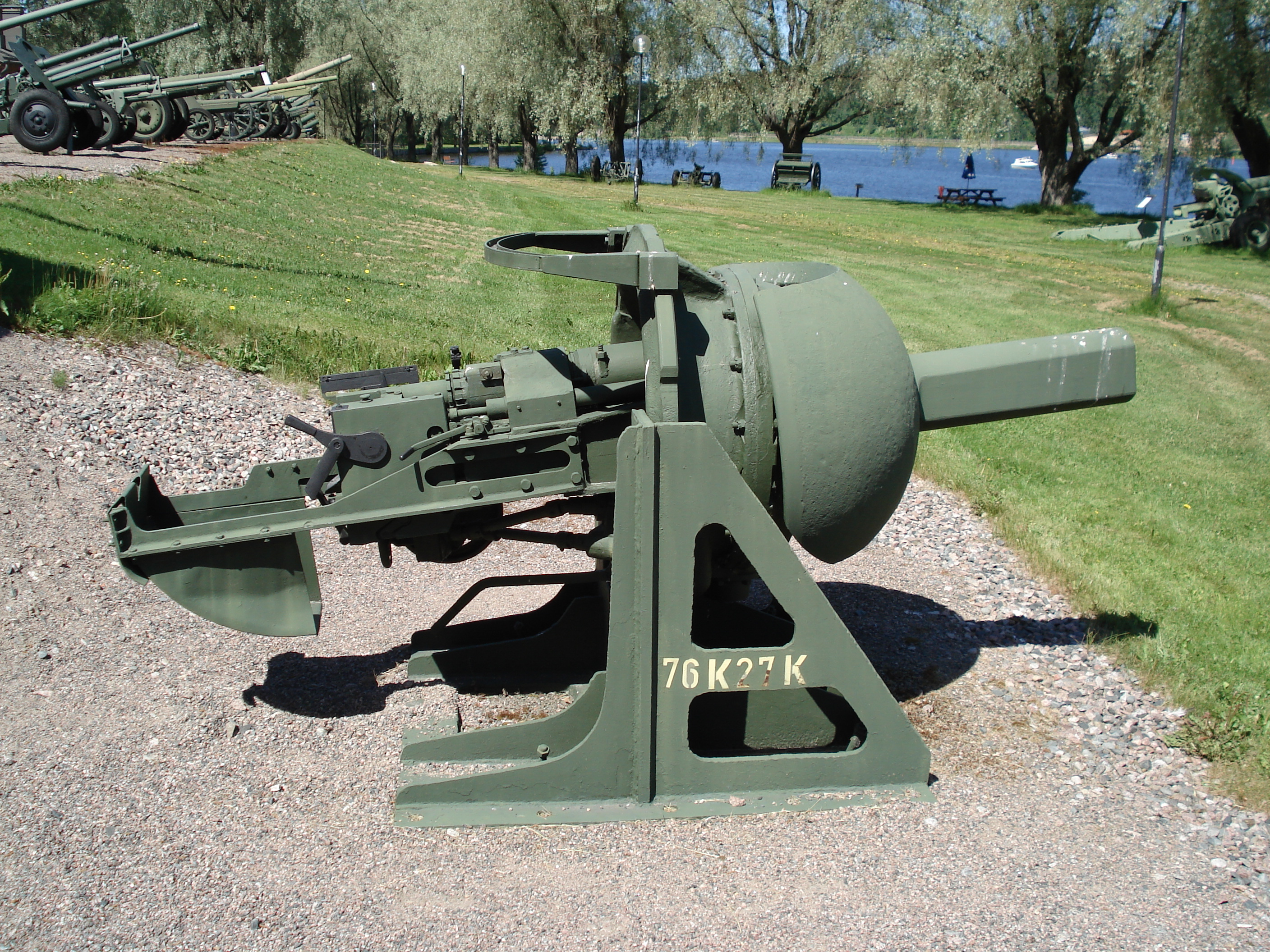
M1927 76mm砲（76/K/27K）
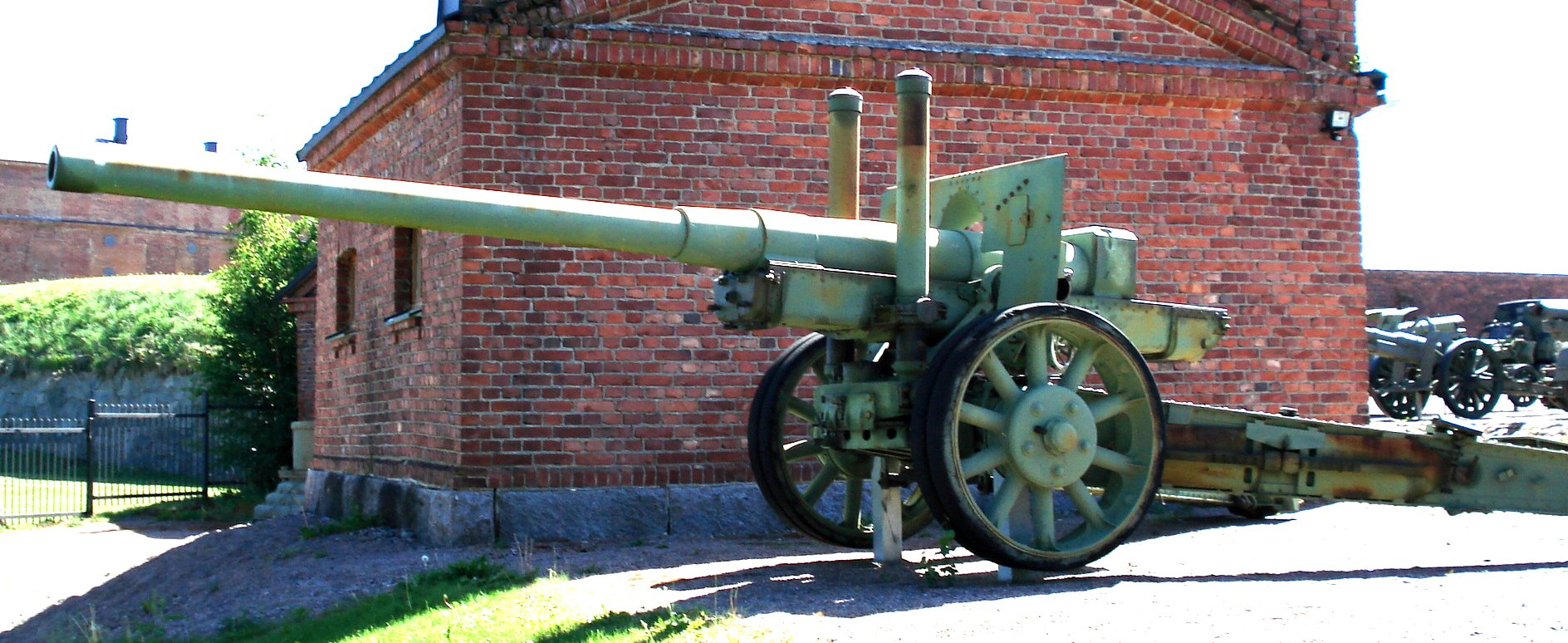
M1909/37 122mm榴弾砲
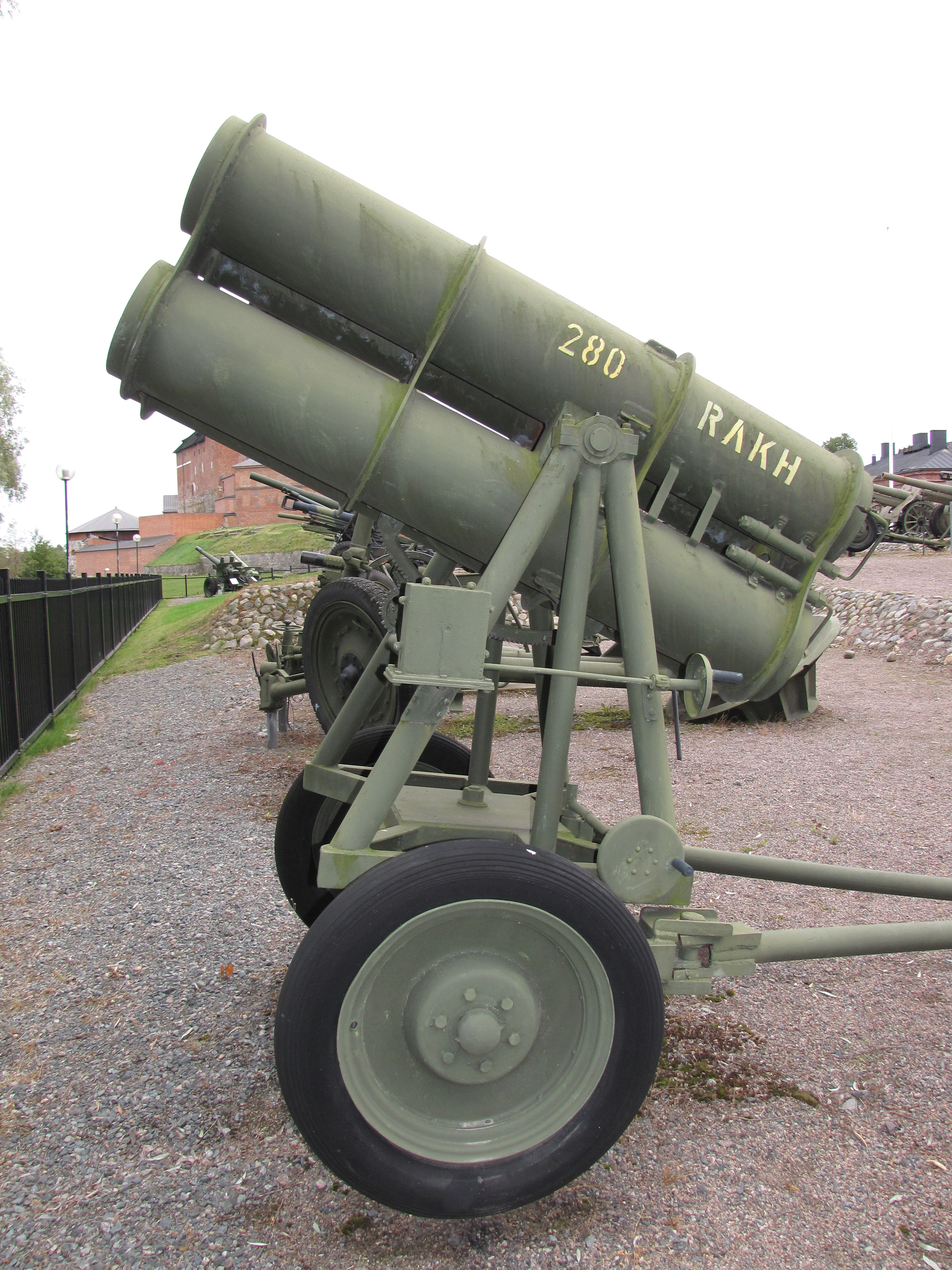
M43ロケット発射機（280RakH/44）
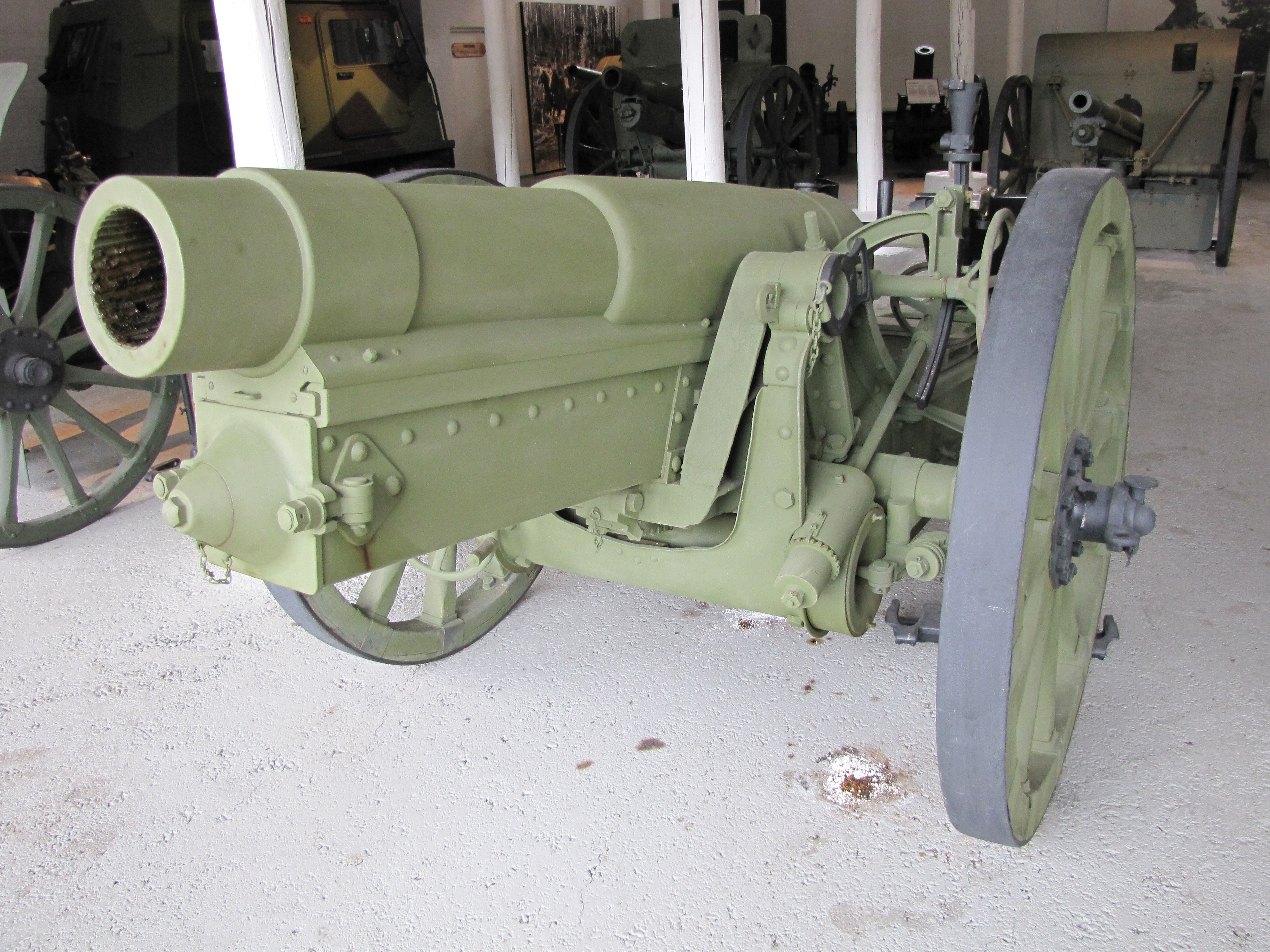
三八式十五糎榴弾砲

## 参考
- http://anteeksi.sunnyday.jp/museo/psmuseo/parola.html